# Czarnokońce Wielkie (gmina)
Czarnokońce Wielkie – dawna gmina wiejska w powiecie kopyczynieckim województwa tarnopolskiego II Rzeczypospolitej. Siedzibą gminy były Czarnokońce Wielkie.
Gminę utworzono 1 sierpnia 1934 r. w ramach reformy na podstawie ustawy scaleniowej z dotychczasowych gmin wiejskich: Bosyry, Czarnokońce Małe, Czarnokońce Wielkie, Czarnokoniecka Wola i Tłusteńkie.
Od września 1939 do lipca 1941 gmina znajdowała się pod okupacją ZSRR, a 1 sierpnia 1941 weszła w skład Generalnego Gubernatorstwa i nowo utworzonego dystryktu Galicja, gdzie jednocześnie została zniesiona przez włączenie do gmin: gminy Probużna (gromady Czarnokoniecka Wola, Czarnokońce Małe, Czarnokońce Wielkie i Tłusteńkie) i gminy Sidorów (gromada Bosyry) w powiecie czortkowskim (Kreishauptmannschaft Czortków).
Po II wojnie światowej obszar dawnej gminy znalazł się w ZSRR.